# 御夫座SU
御夫座SU（SU Aurigae）是一顆位於金牛座－御夫座複合體內的金牛T星，距離地球約496光年，光譜類型 G2 III。